# ビアンカ・ライアン
ビアンカ・ライアン（Bianca Taylor Ryan、1994年9月1日 - ）はアメリカの女性歌手。オーディション番組「America's Got Talent」シーズン1優勝者。ペンシルベニア州フィラデルフィア出身。母方の祖母は日本人。

## 略歴
4人兄妹の2番目として生まれる。2006年8月、NBCのオーディション番組「America's Got Talent」シーズン1で、わずか11歳で優勝を果たした。
2006年11月、セリーヌ・ディオンやホイットニー・ヒューストンを手がけるデビッド・フォスターのプロデュースで、アルバム「Bianca Ryan」でデビュー。
NFLフィラデルフィア・イーグルスやNBAフィラデルフィア・76ersの試合などで国歌斉唱を行った。
好きな歌手として、ゴスペル歌手ヨランダ・アダムス、マライア・キャリー、「アメリカン・アイドル」シーズン1優勝者ケリー・クラークソン、グラミー賞歌手ジェニファー・ホリデイ、R&B歌手パティ・ラベルらを挙げている。
2008年9月25日放送の「奇跡体験!アンビリバボー」に出演し、スタジオで歌声を披露した。

## ディスコグラフィー

### アルバム
- Bianca Ryan （2006年11月14日）
- Why Couldn't It Be Christmas Everyday? （2007年12月5日）

### シングル
- Why Couldn't It Be Christmas Every Day? （2006年）
- That's Not Me （2007年8月7日、音楽配信でリリース）